# Karl Lehmann
Karl Lehmann (Sigmaringen, 16 maggio 1936 – Magonza, 11 marzo 2018) è stato un cardinale e vescovo cattolico tedesco.

## Biografia
Karl Lehmann nacque a Sigmaringen il 16 maggio 1936 ed era il primo dei due figli di Karl Lehmann (1903 - 1986), insegnante di scuola elementare, e Margaret Lehmann (1911 - 1997), libraia specializzata. Suo fratello minore era Reinhold Lehmann (1939 - 1998). Trascorse la sua infanzia a Veringenstadt.

### Formazione e ministero sacerdotale

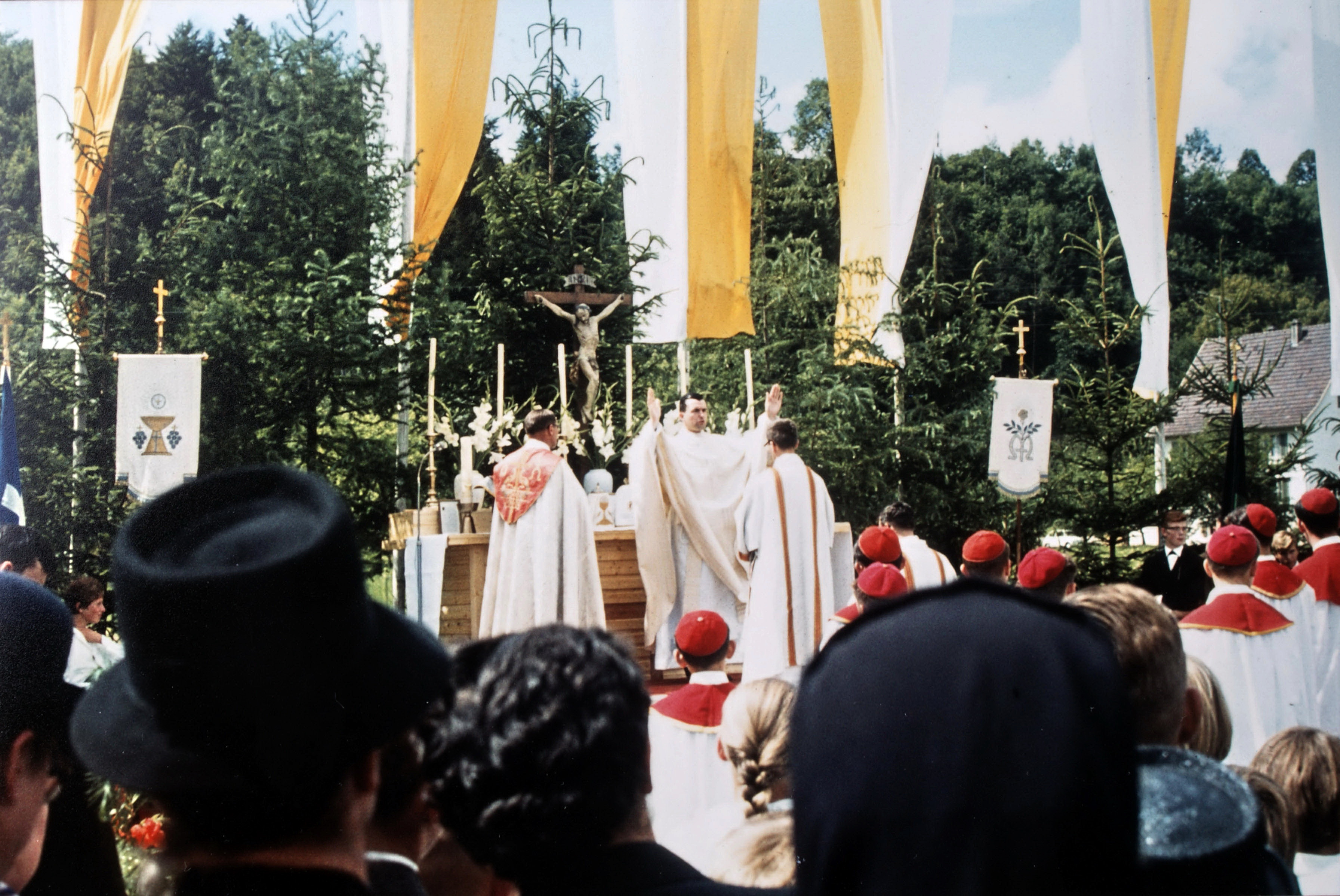
Veringenstadt 1963. Prima messa di don Karl Lehmann. Gli assistenti liturgici erano i reverendi Fridolin Abberger e Fridolin Fink.

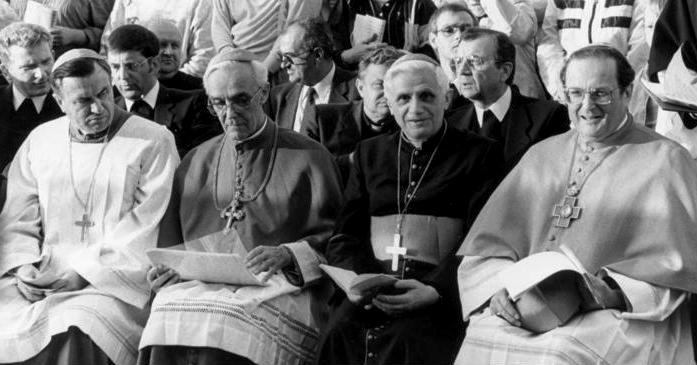
Monsignor Karl Lehmann (prima della fila a sinistra), accanto a lui monsignor Gerhard Schaffran, il cardinale Joseph Ratzinger e il cardinale Joachim Meisner nel 1987.

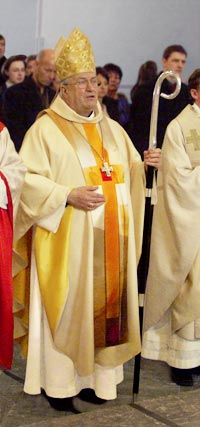
Karl Lehmann durante una celebrazione.

Dal 1942 al 1945 frequentò le scuole elementari a Liggersdorf e Langenenslingen, da dove provenivano i suoi genitori. Con l'ingresso al liceo statale di Sigmaringen entrò anche nell'allora studio arcivescovile "St. Fidelis" nella stessa città. Conseguito il diploma, dal 1956 al 1964 studiò filosofia e teologia cattolica presso l'Università di Friburgo in Brisgovia e la Pontificia Università Gregoriana di Roma. A Roma visse presso il Pontificio collegio germanico-ungarico. Nel 1962 conseguì il dottorato in filosofia con una tesi su "Origine e senso della questione dell'essere nel pensiero di Martin Heidegger".
Il 10 ottobre 1963 fu ordinato presbitero per l'arcidiocesi di Friburgo in Brisgovia a Roma dal cardinale Julius Döpfner. Celebrò le sue prime messe nella basilica di San Saba a Roma e poi a Veringenstadt.
Da studente ebbe l'opportunità di vivere il clima del Concilio Vaticano II. Oltretutto, dal 1964 al 1967 fu assistente del gesuita Karl Rahner nell'ambito del seminario sulla visione cristiana del mondo e la filosofia della religione, nella facoltà di filosofia dell'Università Ludwig Maximilian di Monaco.
Nel 1967 conseguì il dottorato in teologia presso la Pontificia Università Gregoriana con la tesi "Risuscitato il terzo giorno secondo le Scritture. Studi esegetici e teologici sulla Prima Lettera ai Corinzi, 15 3b-5".
Terminati gli studi riprese il suo lavoro come assistente di padre Karl Rahner per la cattedra di teologia dogmatica e di storia dei dogmi nella facoltà di teologia cattolica dell'Università di Münster. Successivamente ricevette dalla Deutschen Forschungsgemeinschaf la borsa di studio per l'abilitazione. L'arcivescovo di Friburgo in Brisgovia lo esentò dall'ufficio pastorale per permettergli di seguire la strada accademica e cominciare la tesi di abilitazione sul tema "Il Dio nascosto e il concetto di Rivelazione".
Nel 1968 vinse la cattedra di teologia dogmatica II della facoltà di teologia cattolica dell'Università Johannes Gutenberg di Magonza. Nel 1969 divenne membro del circolo del lavoro ecumenico dei teologi evangelici e cattolici (Jaeger-Stählin-Kreis) e, dal 1975, fu anche consulente scientifico per parte cattolica, per poi divenirne presidente nel 1989. Dal 1971 fu co-editore della rivista internazionale Communio. Dal 1969 al 1983 fu membro del Comitato centrale dei cattolici tedeschi (ZDK), mentre tra 1971 e il 1983 svolse l'incarico di professore di teologia dogmatica e di teologia ecumenica nella facoltà di teologia cattolica dell'Università di Friburgo in Brisgovia. Nel 1974 divenne membro della Commissione teologica internazionale. Tra il 1975 e il 1978 fu curatore responsabile dell'edizione ufficiale dei documenti del sinodo comune delle diocesi della Repubblica Federale di Germania che si era svolto a Würzburg dal 1971 al 1975. Il 26 marzo 1979 papa Giovanni Paolo II gli conferì il titolo di prelato d'onore di Sua Santità. Nel dicembre dello stesso anno monsignor Lehmann criticò tuttavia il ritiro della missio canonica - l'autorizzazione all'insegnamento della teologia cattolica - da parte della Congregazione per la dottrina della fede ad Hans Küng e definì questa decisione come una "giornata nera per la teologia".

### Ministero episcopale

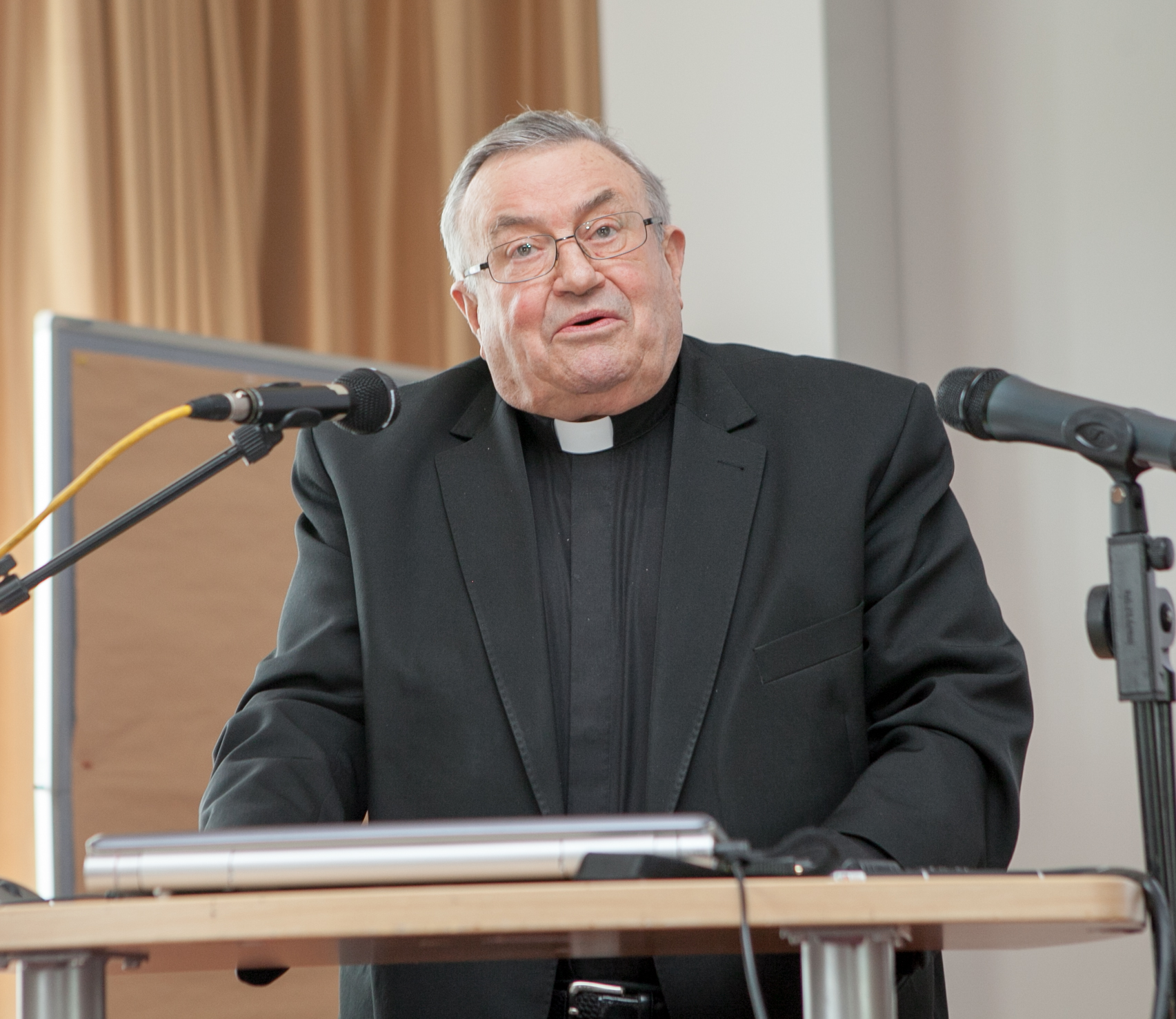
Il cardinale Lehmann nel 2015.

Il 3 giugno 1983 il capitolo dei canonici della cattedrale di Magonza lo selezionò come nuovo vescovo di Magonza. Il 30 dello stesso mese la nomina venne confermata da papa Giovanni Paolo II. Ricevette l'ordinazione episcopale il 2 ottobre successivo nel duomo di Magonza dal cardinale Hermann Volk, vescovo emerito di Magonza, coconsacranti il vescovo ausiliare di Magonza Wolfgang Rolly e l'arcivescovo metropolita di Friburgo in Brisgovia Oskar Saier. Monsignor Lehmann divenne così l'87º successore di San Bonifacio e il più giovane vescovo della Germania Ovest.
Nel 1984, proseguendo il suo impegno ecumenico, divenne membro del circolo per il dialogo fra rappresentanti della Conferenza episcopale tedesca e del consiglio della Chiesa evangelica di Germania. Poi, dal marzo 1986 fino al 1988, fu dapprima membro e quindi presidente per parte cattolica del Dialogo evangelico luterano-cattolico romano fra la Federazione luterana mondiale e il Pontificio consiglio per la promozione dell'unità dei cristiani.
Nel 1993 monsignor Lehmann, monsignor Walter Kasper, vescovo di Rottenburg-Stoccarda e monsignor Oskar Saier, arcivescovo metropolita di Friburgo in Brisgovia, pubblicarono una lettera pastorale secondo cui dovrebbe esserci un'apertura per la flessibilità pastorale nel permettere alle persone divorziate e risposate civilmente di ricevere l'eucaristia. La lettera fu letta nelle chiese delle loro diocesi nel settembre di quell'anno. Essi furono però subito fermati dall'intervento della Santa Sede.
Nel 1995 alcuni fedeli tedeschi - che poi confluiranno nel movimento Noi Siamo Chiesa - che chiedevano riforme quali il sacerdozio femminile e il matrimonio per gli ecclesiastici ottennero udienza da monsignor Lehmann.
Nella diocesi di Magonza monsignor Lehmann nel 1996 varò la riforma strutturale "... in modo che la comunità viva" in base alla quale le singole comunità furono incentivate a lavorare insieme e più da vicino. Questa riforma pastorale divenne vincolante nel febbraio del 2007 con la conclusione di accordi di cooperazione. Un altro evento significativo fu il 93º giorno della Chiesa cattolica tedesca del giugno 1998 che si svolse a Magonza.
Dopo essere stato vice presidente della Conferenza episcopale tedesca dal 1985, il 22 settembre 1987 fu eletto presidente. Venne rieletto negli anni 1993, 1999 e 2005. Le ultime elezioni si svolsero all'assemblea plenaria dei vescovi del 20 settembre 2005 a Fulda. Il 18 febbraio 2008 lasciò la presidenza della Conferenza episcopale per motivi di salute. Dal 16 aprile 1993 al 31 maggio 2001 fu vicepresidente del Consiglio delle conferenze dei vescovi d'Europa.
Nel 2000 fu al centro di una polemica per la sua opposizione a papa Giovanni Paolo II sul tema dell'aborto: in particolare il vescovo Lehmann difendeva il ruolo dei consultori. Secondo alcune fonti giornalistiche il presidente della Conferenza episcopale tedesca avrebbe addirittura chiesto le dimissioni del Papa. Questa situazione nacque nel 1995, quando in Germania passò una legge in materia di aborto che cercò di contemperare il permissivismo estremo dell'ex Germania Est con le maglie più strette dell'ex Germania Ovest. L'aborto rimase in linea di principio illegale, ma depenalizzato se compiuto nelle prime dodici settimane di gravidanza e se la donna incinta avesse presentato un "certificato di consulenza" rilasciato da un consultorio familiare autorizzato dallo Stato. La pietra dello scandalo, per il papa, era proprio qui. Perché tra i consultori autorizzati a dare il via libera all'aborto c'erano anche quelli della Chiesa: 265 su un totale di 1685. Quasi tutti i vescovi tedeschi tuttavia, tra i quali monsignor Lehmann, difesero sempre la loro presenza nei consultori pubblici. Fecero notare che dai consultori della Chiesa passavano anche molte donne non cattoliche e non praticanti. Una su quattro, in media, veniva persuasa a portare a termine la gravidanza. "E le altre ? Quelle che poi vanno ad abortire ? Dare loro il certificato è come dare loro la licenza d'uccidere", obiettarono gli avversari. Di questi, il capofila più autorevole fu monsignor Johannes Dyba, vescovo di Fulda. Egli fin dal 1995 tirò fuori dalle strutture pubbliche i consultori della sua diocesi. E subito si capì che il papa era con lui. In quello stesso 1995, papa Giovanni Paolo II scrisse infatti nell'enciclica Evangelium Vitae che la Chiesa non deve farsi coinvolgere in alcun modo, nemmeno indiretto, in procedure che convalidino aborti. Dopo diversi mesi di discussione all'interno della Conferenza episcopale e con la Santa Sede, il papa concesse che i consultori della Chiesa potessero continuare a operare dentro le strutture pubbliche. Quanto al certificato, esigette perentorio che da allora vi fosse aggiunta in calce la seguente frase: "Questo certificato non può essere utilizzato per l'esecuzione depenalizzata di aborti". Nel gennaio 2001 monsignor Lehmann fondò l'iniziativa "Network Life", che sostiene la consulenza per le donne incinte nella diocesi.
Il 21 febbraio 2001 papa Giovanni Paolo II lo creò cardinale e gli assegnò il titolo di San Leone I del quale prese possesso il 24 maggio successivo. Partecipò al conclave del 2005 che elesse papa Benedetto XVI e a quello del 2013 che elesse papa Francesco.
Alla fine del gennaio del 2009 dichiarò che: "La decisione di Benedetto XVI di riammettere Williamson nel seno della Chiesa è una catastrofe per i sopravvissuti dell'Olocausto", chiedendo pubblicamente le dimissioni del cardinale Darío Castrillón Hoyos, colpevole a suo giudizio di negligenza per aver promosso la remissione della scomunica senza essere stato al corrente delle posizioni negazioniste del vescovo lefebvriano.
Nel 2011, in prossimità del compimento dei 75 anni, presentò la rinuncia per raggiunti limiti di età a papa Benedetto XVI che non la accettò. Nel marzo del 2013 accolse con favore l'elezione di papa Francesco e parlò di un "nuovo inizio". Si schierò con il papa e lo difese dalle accuse di collaborazionismo con la dittatura militare argentina.
In un'intervista dell'estate del 2015 Lehmann dichiarò che avrebbe lasciato l'ufficio all'età di 80 anni, nel maggio successivo. Il 16 maggio 2016, giorno del suo ottantesimo compleanno, papa Francesco accettò la sua rinuncia per raggiunti limiti di età. L'episcopato del cardinale Lehmann fu il terzo più lungo nella storia della diocesi di Magonza. Solo Lothar Franz von Schönborn e Villigiso di Magonza rimasero in carica più a lungo.
Nel dicembre 2016 divenne professore conferenziere all'Università di Duisburg-Essen. Nella sua prima conferenza, il 13 dicembre 2016, ribadì il suo rifiuto di una quota nell'accoglienza dei profughi. Si dichiarò favorevole alle politiche sull'immigrazione di Angela Merkel: "Che cosa doveva fare Angela Merkel, quando la gente era in grande difficoltà alle nostre porte".
In seno alla Conferenza episcopale tedesca fu presidente della commissione fede dal 2008.
Fu membro della Commissione teologica internazionale dal 1974 e dal 1980 al 1984, membro della Congregazione per la dottrina della fede dal 1988 al 1998, membro della Congregazione per i vescovi dal 1998 al 2012, membro della Congregazione per le Chiese orientali dal 15 maggio 2001, membro del Pontificio consiglio per la promozione dell'unità dei cristiani dall'8 novembre 2002, membro del Pontificio consiglio delle comunicazioni sociali dal 3 gennaio 2009 al 2016.
Partecipò a diversi Sinodi dei vescovi e nel 1991 svolse il ruolo di segretario straordinario dell'assemblea speciale per l'Europa. Partecipò alla X assemblea generale ordinaria del Sinodo dei vescovi che ebbe luogo nella Città del Vaticano dal 30 settembre al 27 ottobre 2001 sul tema "Il Vescovo: Servitore del Vangelo di Gesù Cristo per la speranza del mondo" e alla XI assemblea generale ordinaria del Sinodo dei vescovi che ebbe luogo nella Città del Vaticano dal 2 al 23 ottobre 2005 sul tema "L'Eucaristia: fonte e culmine della vita e della missione della Chiesa".
Il 27 agosto 2017 conferì l'ordinazione episcopale al suo successore, monsignor Peter Kohlgraf. Fu la sua ultima apparizione pubblica. Alla fine del mese successivo fu ricoverato all'Ospedale cattolico di Magonza per un ictus e un'emorragia cerebrale. Lì fu curato fino al dicembre dello stesso anno, quando rientrò nella sua casa di Magonza. Il 5 marzo 2018 la diocesi emise un comunicato in cui si affermava che la salute del cardinale Lehmann era critica e in cui si chiedeva ai fedeli di pregare per lui.
Morì nella sua residenza di Magonza alle 4.45 dell'11 marzo 2018 all'età di 81 anni. Dal 13 al 20 marzo la sua salma fu esposta nella chiesa agostiniana di Magonza. Le esequie si tennero il 21 marzo alle ore 15 nel duomo di Magonza e furono presiedute da monsignor Peter Kohlgraf. Al termine del rito fu sepolto nella cripta dello stesso edificio.
Il cardinal Lehmann, cui si riconosceva una grande incisività e determinazione, era considerato uno dei cardinali più progressisti.

## Opere
- Vom Ursprung und Sinn der Seinsfrage im Denken Martin Heideggers. Versuch einer Ortsbestimmung. Diss. phil. (masch.). Pont. Univ. Gregoriana, Rom 1962; Ausgabe in 2 Bänden Mainz, Freiburg i. Br. 2003 (Volltext)
- Auferweckt am dritten Tag nach der Schrift. Früheste Christologie, Bekenntnisbildung und Schriftauslegung im Lichte von 1 Kor 15,3–5. 2., verb. Aufl., Freiburg i. Br. 1969 (Volltext)
- Gegenwart des Glaubens, Mainz 1974
- Jesus Christus, unsere Hoffnung. Meditationen, Freiburg i. Br. 1976
- Mit der Kirche leben Joseph Ratzinger, Karl Lehmann, Herder 1977
- Was heißt „ewiges Leben“? (= Antwort des Glaubens, Bd. 3), Freiburg i. Br. 1978
- Teufel, Dämonen, Besessenheit. Zur Wirklichkeit des Bösen. Hrsg. con Walter Kasper, Matthias-Grünewald-Verlag, Mainz 1978, ISBN 3-7867-0672-7.
- Ehe als Lebensentscheidung (= Antwort des Glaubens, Bd. 15), Freiburg i. Br. 1979
- Geistlich handeln, Freiburg i. Br. 1982.
- Neuer Mut zum Kirchesein, Freiburg i. Br. 1982
- Signale der Zeit – Spuren des Heils, Freiburg i. Br. 1983
- Jesus hat die Kirche gewollt (= Antwort des Glaubens, Bd. 30), Freiburg i. Br. 1983
- Lehrverurteilungen – kirchentrennend? Rechtfertigung, Sakramente und Amt im Zeitalter der Reformation und heute Karl Lehmann und Wolfhart Pannenberg, Vandenhoeck & Ruprecht, Herder 1986.
- Lehrverurteilungen – kirchentrennend? II Materialien zu den Lehrverurteilungen und zur Theologie der Rechtfertigung, Karl Lehmann, Vandenhoeck & Ruprecht, Herder 1989
- Glauben bezeugen – Gesellschaft gestalten. Reflexionen und Positionen, 2 Bände, Freiburg i. Br. u. a. 1993
- Es ist Zeit, an Gott zu denken. Ein Gespräch mit Jürgen Hoeren, Freiburg i. Br. 2000
- Mut zum Umdenken. Klare Positionen in schwieriger Zeit, hrsg. von Beate Hirt, Freiburg i. Br. 2002
- Frei vor Gott. Glauben in öffentlicher Verantwortung, Freiburg i. Br. 2003
- Mensch, Gott! Geistliche Impulse für die Advents- und Weihnachtszeit, hrsg. von Michael Kinnen, 2. Aufl. Leipzig 2005, ISBN 3-7462-1905-1.
- Auf dem Weg zum Leben. Geistliche Impulse für die Passions- und Osterzeit, hrsg. von Michael Kinnen, Leipzig 2005, ISBN 3-7462-1784-9.
- Zuversicht aus dem Glauben. Die Grundsatzreferate des Vorsitzenden der Deutschen Bischofskonferenz und die Predigten der Eröffnungsgottesdienste, Freiburg i. Br.: Herder, 2006
- Von der besonderen Kunst, glücklich zu sein, Freiburg i. Br., Herder 2006, ISBN 3-451-29025-1.
- Mut zum Dialog. Orientierung für unsere Zeit, hrsg. von Michael Kinnen, Freiburg i. Br. Herder, 2008
- Weltreligionen: Verstehen, Verständigung, Verantwortung / hrsg. von Karl Kardinal Lehmann. Frankfurt am Main: Verlag der Weltreligionen, 2009, ISBN 978-3-458-71025-7.
- Paulus, Lehrer der Kirche / Karl Lehmann – Eduard Lohse. Mainz: Bistum Mainz Publikationen, 2009 (Mainzer Perspektiven : Orientierungen. 7), ISBN 978-3-934450-41-7.
- Das Böse. Drei Annäherungen / Ingolf U. Dalferth – Karl Lehmann – Navid Kermani. Freiburg i. Br.: Herder, 2011, ISBN 978-3-451-34057-4.
- Kleiner Wegbegleiter zu Gelegenheiten des Glaubens und Lebens, hrsg. zum 75. Geburtstag des Bischofs von Mainz von Barbara Nichtweiß. Mainz: Publikationen Bistum Mainz, 2011, 192 S., ISBN 978-3-934450-48-6.
- Toleranz und Religionsfreiheit. Geschichte und Gegenwart in Europa. 144 S., Herder, 2015, ISBN 978-3-451-33511-2.
- Auslotungen. Lebensgestaltung aus dem Glauben heute. 552 S., Herder, 2016, ISBN 978-3-451-30505-4.
- Was im Wandel bleibt. Christsein in der Kirche heute. 160 S., Herder, 2016, ISBN 978-3-451-30506-1.
- Mit langem Atem. Wege – Erfahrungen – Einsichten. Der Kardinal im Gespräch mit Markus Schächter. 272 S., Herder, 2016, ISBN 978-3-451-34967-6.

## Genealogia episcopale e successione apostolica
La genealogia episcopale è:
- Cardinale Scipione Rebiba
- Cardinale Giulio Antonio Santori
- Cardinale Girolamo Bernerio, O.P.
- Arcivescovo Galeazzo Sanvitale
- Cardinale Ludovico Ludovisi
- Cardinale Luigi Caetani
- Cardinale Ulderico Carpegna
- Cardinale Paluzzo Paluzzi Altieri degli Albertoni
- Papa Benedetto XIII
- Papa Benedetto XIV
- Papa Clemente XIII
- Cardinale Marcantonio Colonna
- Cardinale Giacinto Sigismondo Gerdil, B.
- Cardinale Giulio Maria della Somaglia
- Cardinale Carlo Odescalchi, S.I.
- Vescovo Eugène de Mazenod, O.M.I.
- Cardinale Joseph Hippolyte Guibert, O.M.I.
- Cardinale François-Marie-Benjamin Richard
- Cardinale Pietro Gasparri
- Arcivescovo Cesare Orsenigo
- Cardinale Josef Frings
- Arcivescovo Wendelin Rauch
- Arcivescovo Eugen Viktor Paul Seiterich
- Arcivescovo Hermann Josef Schäufele
- Cardinale Hermann Volk
- Cardinale Karl Lehmann

La successione apostolica è:
- Vescovo Franziskus Eisenbach (1988)
- Vescovo Werner Guballa (2003)
- Vescovo Ulrich Neymeyr (2003)
- Vescovo Teemu Sippo, S.C.I. (2009)
- Arcivescovo Udo Markus Bentz (2015)
- Vescovo Peter Kohlgraf (2017)